# Сешед

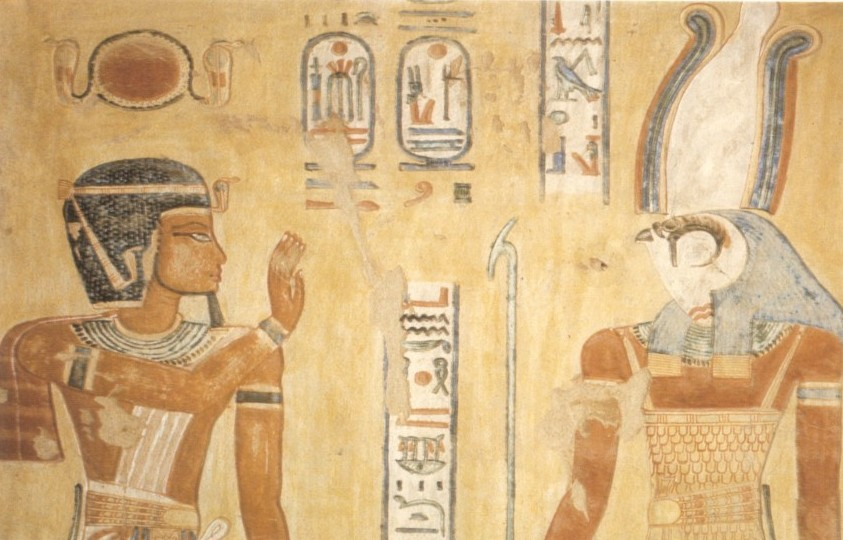
Рамсес III (слева) в синем парике ибес, увенчаном диадемой сешед. Справа — Хор в короне атеф. Изображение из гробницы QV44.

Сешед — древнеегипетская золотая диадема (венец). Этот атрибут фараонов Древнего царства появился в период правления Снофру. В те времена диадема всегда была связана с короной атеф.
В более поздние времена сешед стала ассоциироваться с синим ливийским париком ибес, который удерживает её на месте. Основная функция сешед в этом случае это поддержка урея.
Сешед делали из обычной льняной ткани, которую обматывали вокруг головы и завязывали в задней её части. Сешед также изготовляли из золота и серебра в которые были инкрустированы драгоценные камни или цветное стекло. Один из подобных золотых сешедов был найден в гробнице Тутанхамона.

## Галерея

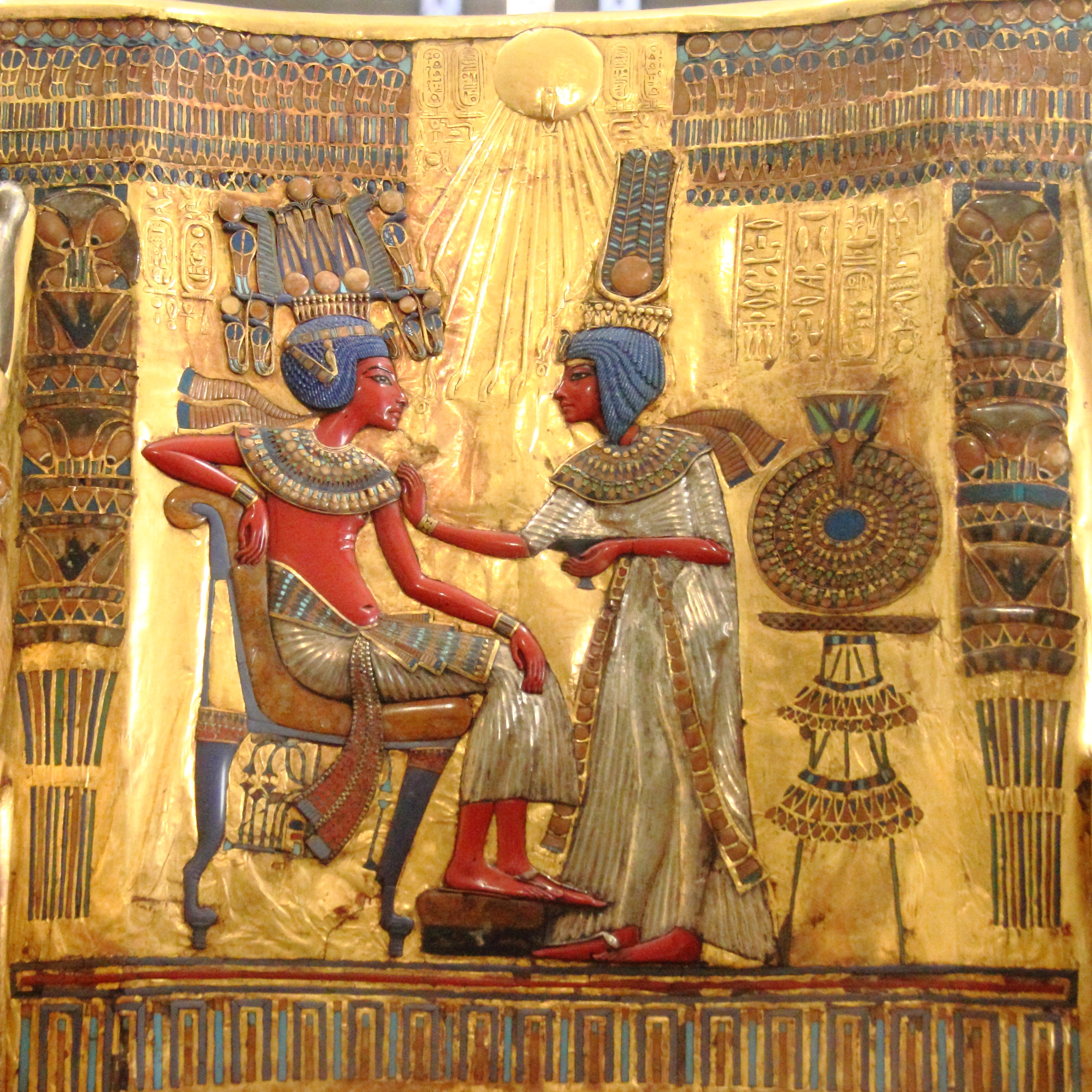
Тутанхамон (слева) в парике ибес с диадемой сешед; над париком возвышается корона хемхемет.
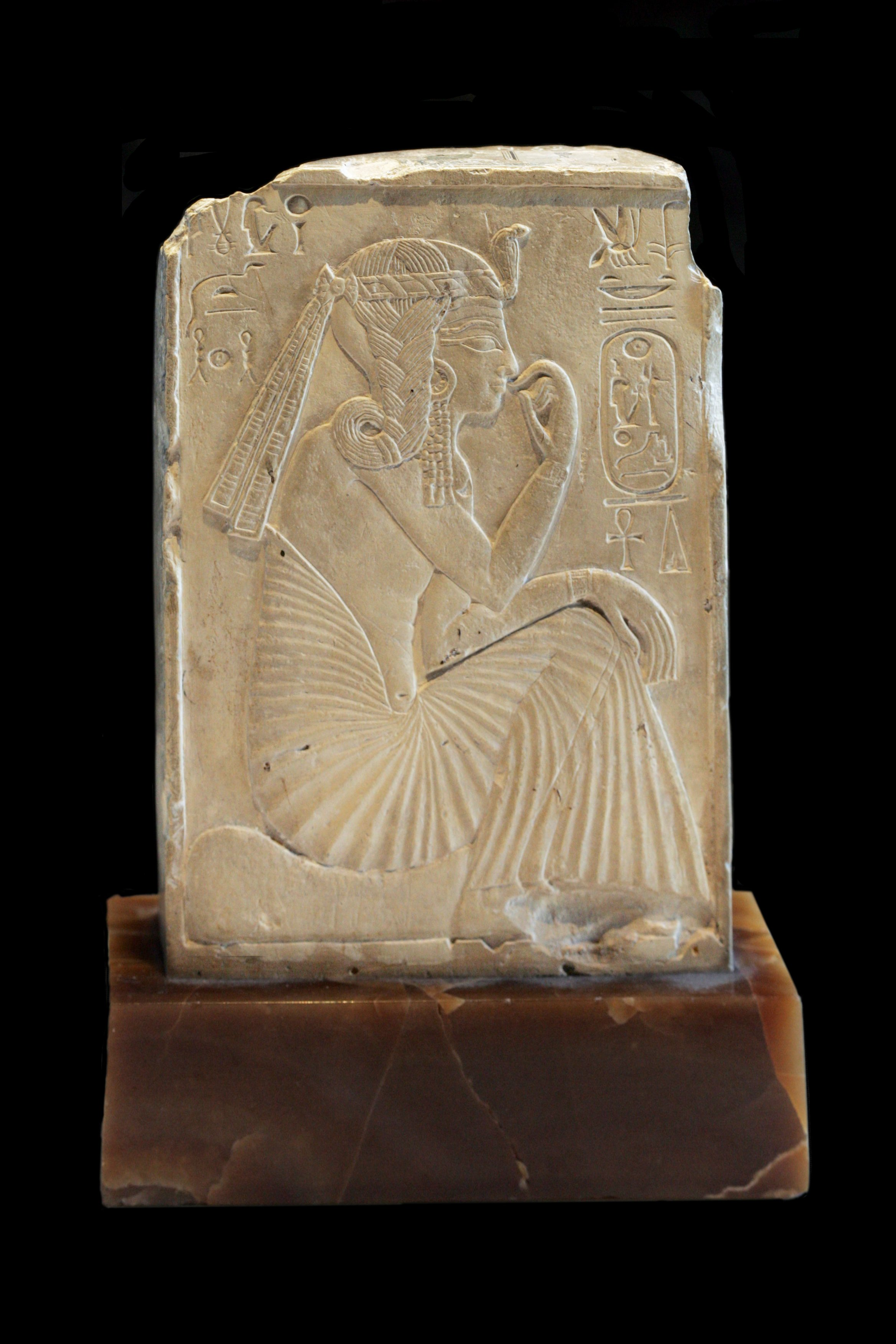
Рамсес II-ребёнок с диадемой сешед.
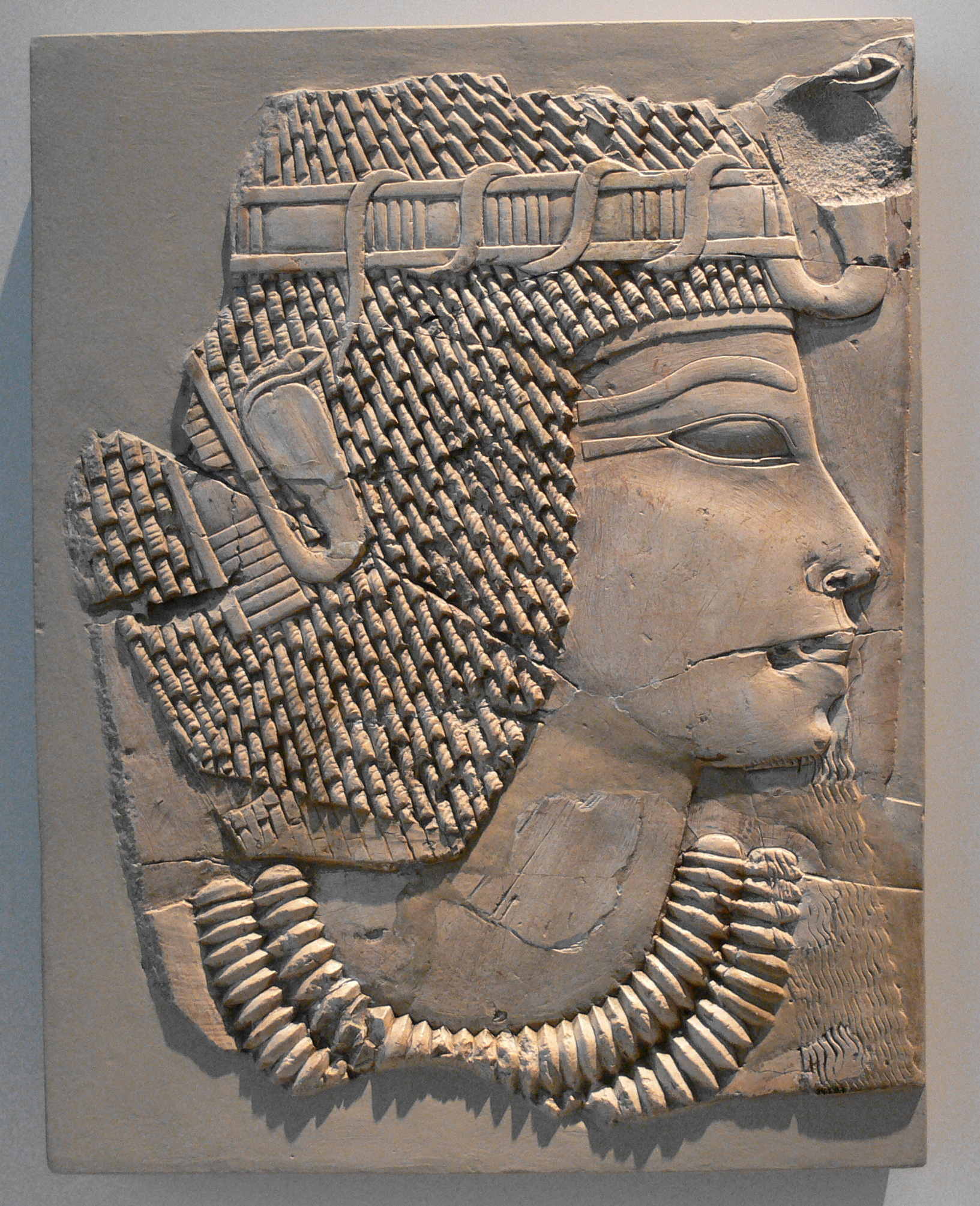
Аменхотеп III в парике ибес с диадемой сешед.
Сопдет с красной повязкой сешед.